# Le Mari de la reine

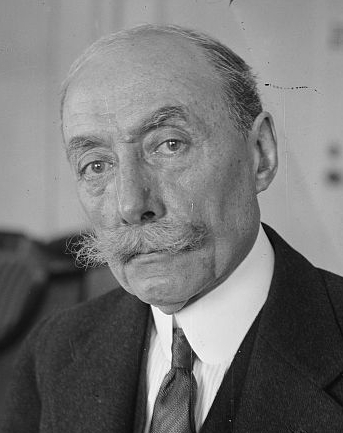
André Messager

Le Mari de la reine är en operett i tre akter från 1889 med musik av André Messager och libretto av E Grenet-Dancourt och Octave Pradels.
Den hade premiär på Bouffes-Parisiens den 18 december 1889. Klaverutdraget publicerades året därpå. Messager beskrev den som "det bästa av mina misslyckanden".

## Roller
| Roller              | Röststämma  | Premiärbesättning 18 december 1889 (Dirigent: André Messager) |
| ------------------- | ----------- | ------------------------------------------------------------- |
| Patouillard         | tenor       | Montrouge                                                     |
| Florestan           | baryton     | Albert-Alexandre Piccaluga                                    |
| Le roi Yacoub       | tenor       | Fernand Tauffenberger                                         |
| Tomba-Kopo          | bas         | Pierre Gailhard                                               |
| Marchand d’esclaves |             | Dupré                                                         |
| Le Nègre            |             | Valery                                                        |
| Justine Patouillard | sopran      | Mily-Meyer                                                    |
| La reine            | sopran      | Antonia-Louise Aussourd                                       |
| Mme Patouillard     | mezzosopran | Marguerite Macé-Montrouge                                     |
| Maëva               |             | Mlle Lafontaine                                               |
| Zetulbe             |             | Mlle Demareuil                                                |
| Sophia              |             | Mlle Derieu                                                   |
| Damar               |             | Mlle Flore                                                    |
| Isaelli             |             | Mlle Marion                                                   |
| Zulma               |             | Mlle de Nelsonn                                               |
| Dinelha             |             | Mlle Clément                                                  |
| Djalma              |             | Mlle Meryem                                                   |